# Cordova (Alaska)
Cordova is een plaats (city) in de Amerikaanse staat Alaska, en valt bestuurlijk gezien onder Valdez-Cordova Census Area.

## Demografie
Bij de volkstelling in 2000 werd het aantal inwoners vastgesteld op 2454.
In 2006 is het aantal inwoners door het United States Census Bureau geschat op 2339, een daling van 115 (-4.7%).

## Geografie
Volgens het United States Census Bureau beslaat de plaats een oppervlakte van
195,9 km², waarvan 158,9 km² land en 37,0 km² water.

## Plaatsen in de nabije omgeving
De onderstaande figuur toont nabijgelegen plaatsen in een straal van 128 km rond Cordova.

## Bekende personen uit Cordova
- Marie Smith (1918-2008), laatste spreekster van het Eyak.